# Jacques François de Chastenet de Puységur
Pour les articles homonymes, voir Puységur (homonymie).
Pour les autres membres de la famille, voir Chastenet de Puységur.

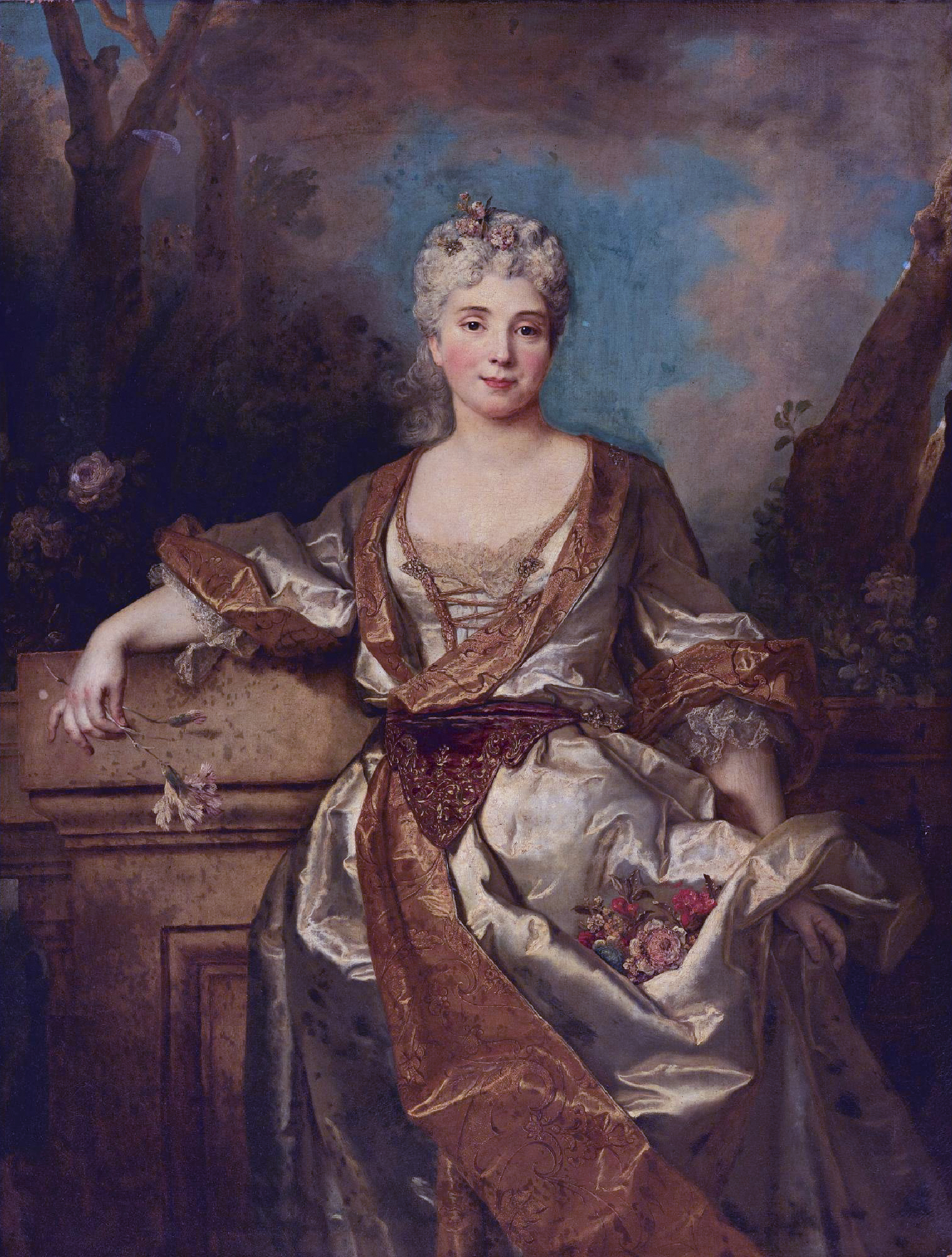
Jeanne-Henriette de Fourcy, Marquise de Puységur (Nicolas de Largillierre)

Jacques-François de Chastenet, marquis de Puységur, né le 13 août 1656 et mort le 15 août 1743, fut un officier-général et un gentilhomme français. Il fut membre du Conseil de la guerre pendant la polysynodie. Il fut élevé à la dignité de maréchal de France par Louis XV en 1734.

## Biographie

### Origines et famille
Descendant d'une lignée de gentilshommes originaires de Gascogne — et notamment de Nicolas de Chastenet, seigneur de Puységur
(1482-1551), consul de Lectoure en 1513, et de son fils Bernard de Chastenet, seigneur de Puységur (1529-1600), gentilhomme ordinaire de la chambre du roi —, fils de Jacques de Chastenet de Puységur (l'auteur des Mémoires de messire Jacques de Chastenet), vicomte de Buzancy, maréchal de camp des armées du roi (1600-1682) et de Marguerite du Bois du Liège, il naît à Paris en août 1656 et sert dès l'âge de 17 ans au régiment du Roi, ne quittant jamais le service jusqu'à sa mort en 1743. Il avait épousé le 23 septembre 1714 en secondes noces, Jeanne-Henriette de Fourcy de Chessy, née le 9 novembre 1692, morte le 17 décembre 1737, fille aînée d'Henri-Louis de Fourcy, comte de Chessy et de Jeanne de Villars, dont : 
- Jeanne-Henriette de Chastenet de Puységur, née le 29 août 1715, mariée le 20 mars 1736, à Charles-François de Nettancourt, comte de Vaubécourt. Ils n'ont pas eu d'enfants.
- François-Jacques de Chastenet de Puységur, grand-croix de l'ordre royal militaire de St-Louis, lieutenant-général des armées du roi (1716-1782)[2] ;
- Marie-Anne de Chastenet de Puységur, née le 21 septembre 1719, mariée le 21 avril 1740, au marquis Pierre de Civille, seigneur de Saint-Mars et de Buchy ;
- Hélène-Adélaïde de Chastenet de Puységur, née le 5 février 1726, morte en août 1748, qui avait épousé, le 16 mars 1744, le marquis de Choisy-Moigneville en Lorraine.

### Un spécialiste de la logistique militaire
Il fait carrière au régiment du Roi et devient lieutenant-colonel. Il est nommé maréchal des logis des camps et armées du roi en 1690. Le nom même de cette charge a varié. Il s'agit d'une fonction à la frontière des officiers d'épée, qui dirigent les combats et des officiers de plume, qui s'occupent de l'administration et de la logistique. Il a en fait des fonctions similaires à celles d'un chef d'état-major. C'est ainsi qu'il assiste très efficacement le maréchal de Luxembourg dans ses campagnes.  
Spécialiste de la logistique, il est régulièrement consulté par Louis XIV et associé par ce dernier à des conseils de guerre informels en 1695 et 1696. Il participe ainsi à ce qu'on a appelé la stratégie de cabinet. Il est nommé gentilhomme de la manche du duc de Bourgogne, petit-fils de Louis XIV, en 1698, mais il est évident que le roi ne l'a pas nommé pour servir le prince, mais pour lui manifester la confiance qu'il lui octroie. 
Louis XIV l'envoie aux Pays-Bas en 1701-1703, pour assurer l'approvisionnement des troupes en grains. Ensuite, le roi l'envoie en Espagne en 1704-1705, auprès de son petit-fils Philippe V, pour réorganiser l'armée. Il reçoit le titre de Directeur des troupes du roi de France, pour veiller à leur approvisionnement. Il y critique notamment l'administration mise en place par Jean Orry. 
Nommé lieutenant-général en 1704, Puységur participe à la bataille d'Audenarde de 1708, pendant laquelle il exprime son désaccord avec la tactique suivie par le duc de Vendôme, qu'il rend responsable de la défaite. Il dédouane ainsi le duc de Bourgogne des responsabilités qu'une partie de La Cour lui impute. 
En 1715, le Régent, dont il est l'un des fidèles, le nomme membre du Conseil de la guerre, un des conseils de la polysynodie. Au Conseil de la guerre, il obtient des compétences transversales : il est chargé des routes, du logement des troupes et de la discipline militaire et il est l'un des conseillers les plus écoutés. Après la suppression de la polysynodie en 1718, il conserve la gestion des troupes dans la nouvelle organisation du secrétariat d'État de la guerre.  
Il enseigne la théorie militaire au jeune Louis XV. 

### Maréchal de France
Il est élevé à la dignité de maréchal de France par Louis XV en 1734. En 1739, Louis XV le fait chevalier des ordres du roi (ordres de St-Michel et du St-Esprit). Gouverneur de Condé et de Bergues il est nommé commandant en chef des armées du Nord. 
II meurt à Paris le 15 août 1743, une semaine après avoir dicté son testament le 7 août, demandant à être « enterré simplement, sans cérémonie, aucuns ornements ni attributs de sa dignité de maréchal de France ». 

## L'Art de la guerre
Il a composé ce traité à la fin de sa vie mais l'avait  préparé par divers mémoires et notes rédigés tout au long de sa carrière. Le manuscrit de l'Art de la guerre est publié par son fils en 1749.  
C’est donc un tacticien qui s’interroge ici sur le bien-fondé de la suppression des piques et des mousquets au profit du fusil à baïonnette. Au XVIIIe siècle, l’art de la guerre est subjectif car chacun le perçoit selon sa sensibilité, avec son idéologie. Alors que le champ de bataille est par excellence le lieu de l’honneur et de la bravoure, la montée en puissance des armes à feu met en péril l’idéal guerrier. La question tactique met en lumière un problème social ; et beaucoup de tacticiens, comme Jean-Charles de Folard ou Mesnil-Durand, souhaitent le retour de la pique et se refusent à penser l’utilité des armes à feu. Puységur s’oppose à cette pensée. 

## Descendance
Il fut le grand-père d'Armand-Marie-Jacques de Chastenet, marquis de Puységur, [à noter qu' «Armand» est une erreur; son petit-fils s'appelait plutôt «Amand»] officier-général de corps d'artillerie (1751-1825), qui fut avec Mesmer un des propagateurs de la théorie du magnétisme animal, d'Antoine Hyacinthe de Chastenet, comte de Puységur (1752-1809), officier de marine françaIs et d'Élisabeth-Flavie de Chastenet de Puységur, qui épousa Charles-Louis David de Mesgrigny, comte d'Aunay, dont il porte les armes: D'argent, au lion passant de sable.

## Armoiries
| Figure | Blasonnement                                                                                 |
|        | D'azur au chevron d'or, accompagné en pointe d'un lion passant du même ; au chef aussi d'or. |

#### Œuvre
- Jacques François de Chastenet de Puységur, Art de la guerre, par principes et par règles, Paris, Charles-Antoine Jombert, 1749, 2 vol. in-quarto

#### Travaux d'historiens
- Abbé Jacques-François Baudiau, Le Morvand, Nevers, 1865, 3e éd., Guénégaud, Paris, 1965, 3 vol., t. II, p. 150-151
- Jean-Philippe Cénat, « Les fonctions de maréchal général des logis à l’époque de Louis XIV », Revue historique des armées, no 257,‎ 7 décembre 2009, p. 76–86 (ISSN 0035-3299, lire en ligne, consulté le 12 mai 2021)
- Jean-Philippe Cénat, Le roi stratège. Louis XIV et la direction de la guerre, Rennes, Presses Universitaires de Rennes, coll. « Histoire », 2010, 386 p. (ISBN 978-2-7535-1093-7)
- Catherine Désos, Les Français de Philippe V : Un modèle nouveau pour gouverner l'Espagne (1700-1724), Strasbourg, Presses universitaires de Strasbourg, coll. « Sciences de l’histoire », 2009, 540 p. (ISBN 979-10-344-0425-4, lire en ligne)
- Anne Dubet, Jean Orry et la réforme du gouvernement de l'Espagne (1701-1706), Clermont-Ferrand, Presses Universitaires Blaise-Pascal, coll. « Histoires croisées », 2009, 377 p. (ISBN 978-2-84516-367-6)
- Alexandre Dupilet, La Régence absolue. Philippe d'Orléans et la polysynodie (1715-1718), Seyssel, Champ Vallon, coll. « époques », 2011, 437 p. (ISBN 978-2-87673-547-7)
- Fadi El Hage, Vendôme. La gloire ou l'imposture, Paris, Belin, 2016, 331 p. (ISBN 978-2-410-00288-1)
- Pascale Mormiche, Devenir prince. L'école du pouvoir en France XVIIe – XVIIIe siècles, Paris, CNRS, coll. « Biblis » (no 98), 2015 (1re éd. 2009), 645 p. (ISBN 978-2--271-08333-3)
- Michel Popoff et préface d'Hervé Pinoteau, Armorial de l'Ordre du Saint-Esprit : d'après l'œuvre du père Anselme et ses continuateurs, Paris, Le Léopard d'or, 1996, 204 p. (ISBN 2-86377-140-X)
- Simon Surreaux, Servir le roi. Vie et mort des maréchaux de France au XVIIIe siècle, Paris, Vendémiaire, 2017, 219 p. (ISBN 978-2-36358-284-3), p. 100